# Aline Kominsky-Crumb
Aline Kominsky-Crumb   (Long Beach, 1 d'agost de 1948 - Sauve, 30 de novembre de 2022) va ser una autora de còmics estatunidenca, sovint en col·laboració amb el seu marit Robert Crumb.

## Trajectòria
Kominsky és considerada una icona del feminisme d'ençà la dècada del 1970 amb les seves històries sobre dones empoderades i les crítiques al patriarcat. Nascuda Aline Goldsmith en una família jueva, Kominsky va ser integrant del col·lectiu femení que va editar el còmic underground Wimmin's Comix, entre el 1972 i el 1985, pioner en la crítica des del feminisme a la política o el tractament que feia de la diversitat sexual. Arran del seu matrimoni amb Robert Crumb, al qual conegué a San Francisco, ambdós publicaren entre 1974 i 2011 historietes autobiogràfiques dibuixades a quatre mans sobre la seua relació de parella en publicacions com Weirdo, The New Yorker o Dirty Laundry Comics, recopilades l'any 2012 a l'àlbum ¡Háblame de amor!.
Kominsky va estudiar Belles Arts a la Cooper Union i a la Universitat d'Arizona abans d'establir-se a Califòrnia, on va participar en diferents revistes alternatives i en va fundar algunes com Twisted Sisters, Power Pak o Weirdo, esta última junt amb Crumb. En la dècada del 1990 va publicar l'antologia autobiogràfica Need More Love, considerada la seua obra mestra, alhora que Crumb, ella i llur filla Sophie s'establiren a les Cevenes.
El 2017, l'obra d'ambdós artistes es va exposar a la galeria d'art David Zwirner deManhattan, amb originals de Dirty Laundry i Dream House, sobre la seua joventut. Més endavant, Kominsky va completar l'àlbum Love That Bunch.